# Puma Air
Puma Linhas Aéreas, действующая как Puma Air, — бывшая небольшая бразильская авиакомпания со штаб-квартирой в городе Белен.
В соответствии с отчётом Национального агентства гражданской авиации Бразилии в 2010 году доля пассажирских перевозок Puma Linhas Aéreas в стране составила 0,27 % на внутренних маршрутах по показателю перевезённых пассажиров на километр дистанции.
Прекратила свою деятельность в августе 2011 года.

## История
Puma Linhas Aéreas была образована 21 января 2002 года, имея в собственном воздушном парке три самолёта Cessna 208B Grand Caravan. Первоначально авиакомпания предоставляла услуги аэротакси на маршрутах между 12-ю аэропортами городов штата Пара, а затем получила лицензию на открытие регулярных пассажирских маршрутов между аэропортами внутри страны.
В течение нескольких лет авиакомпания активно развивала маршрутную сеть и увеличивала число самолётов, пока не стала одним из важнейших авиаперевозчиков региона Амазонии. В силу ряда причин в феврале 2009 года Puma Linhas Aéreas прекратила все регулярные и чартерные перевозки, а через месяц в предбанкронтном состоянии была продана частным инвесторам.
В январе 2010 года Национальное агентство гражданской авиации Бразилии утвердило зарегистрировало новых владельце авиакомпании: 80 % акций находились в собственности бразильской компании «Ipiranga Obras Públicas e Privadas and to Gleison Gamboni e Souza» и остальные 20 % — в собственности ангольского авиаперевозчика Angola Air Services. 12 апреля 2010 года Puma Linhas Aéreas возобновила операционную деятельность, запустив регулярные пассажирские рейсы из Белена в Макапу и Сан-Паулу.
Авиакомпания остановила свою работу 16 августа 2011 года. Лицензия на оказание услуг отозвана в 2013 году.

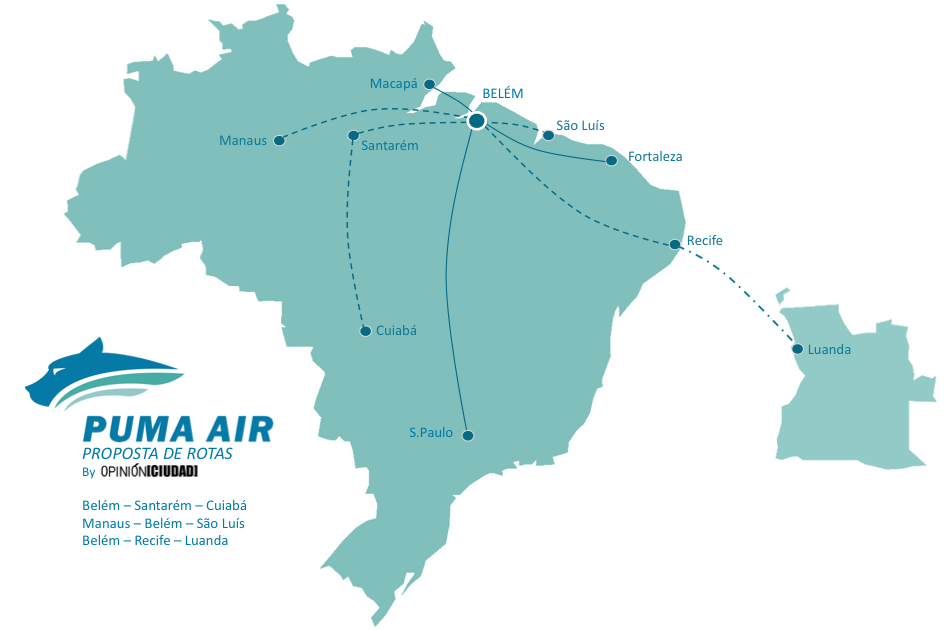
Карта маршрутов авиакомпании

## Маршрутная сеть
В декабре 2010 года маршрутная сеть регулярных перевозок авиакомпании Puma Air включала в себя следующие пункты назначения:
- Белен — Международный аэропорт имени Хулио Сезара Рибейру
- Форталеза — Международный аэропорт имени Пинту Мартинса
- Макапа — Международный аэропорт Макапа
- Сан-Паулу — Международный аэропорт Гуарульос

Чартерные рейсы:
- Луанда — Международный аэропорт "Кватро Феврейро"

## Флот
По состоянию на декабрь 2010 года воздушный флот авиакомпании Puma Air состоял из одного самолёта:

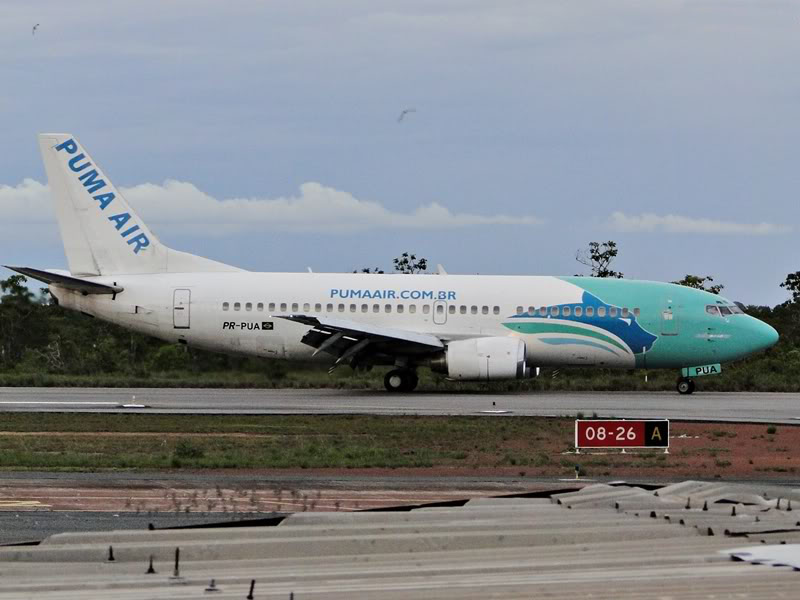
Единственный самолёт авиакомпании Боинг 737-300

## Бонусная программа
В 2010 году Puma Air заключила партнёрский договор с бюджетной авиакомпанией Бразилии Gol Airlines, согласно которому бонусная программа поощрения часто летающих пассажиров «Smiles» распространяется и на рейсы Puma Air.